# Kønrøg
Kønrøg er fint fordelt kulstof, sod, som afsættes ved afkøling af kulstoffyldt røg. Sodafsætningen er særligt kraftig, når forbrændingen af organiske stoffer er ufuldstændig. Kønrøg brugtes tidligere hovedsageligt til bogtrykkersværte, fin oliefarve og i tusch.
I gamle dage smurte sømænd deres tovværk ind i tjære med fedt og kønrøg for at beskytte det.
Ved fremstilling af kønrøg brændte man harpiksaffald i jernbeholdere. Røgen blev enten ført gennem en række lodrette cylindre, der bestod af sækkevæv, og som var forbundet med hinanden skiftevis foroven og forneden. Man kunne også føre røgen gennem en række kamre, hvis lofter bestod af tragtformede sække. I begge tilfælde blev kønrøgen afsat på sækkelærredet.
Den sod, man havde indvundet på denne måde, indeholdt foruden det rene kulstof også en del tjærestoffer. Dem fjernede man ved at gløde den sammenpressede sod i en iltfri atmosfære. En særlig fin slags kønrøg, lampesort, fik man ved at lade olielamper sode og opfange den dannede sod på en valse, der roterede over en række lamper, eller på blikplader, der var ophængt over dem.
Udtrykket kønrøg anvendtes også om glanssod, der er en slags glinsende, brunsort kønrøg, som kan opstå i skorstene. den indeholder foruden kulstof en del kulbrinter af benzolrækken. Stoffet blev tidligere brugt medicinsk.

## Note
1. ↑  Salmonsens Konversationsleksikon, 2. udg. 1915-1930. Se bind XV, side 175-176 i den digitale udgave ved Projekt Runeberg